# ペギー・カーター
マーガレット・"ペギー"・カーター（Margaret "Peggy" Carter）は、マーベルコミックスが出版するコミックに登場する架空のキャラクターであり、主にキャプテン・アメリカをフィーチャーした作品に脇役として登場する。ライターのスタン・リーとアーティストのジャック・カービーによって創造された彼女は『テールズ・オブ・サスペンス』第77号にて、回想場面でキャプテン・アメリカの第二次世界大戦時代の恋人として初登場した。
マーベル・シネマティック・ユニバースでは、2011年の『キャプテン・アメリカ/ザ・ファースト・アベンジャー』や、2015年の彼女を主役としたテレビシリーズ『Marvel's Agent Carter』が公開・放送されている。

## 出版上の歴史
キャラクターは『テールズ・オブ・サスペンス』第75号（1コマのみ）と第77号（1966年5月）でスタン・リーとジャック・カービーにより創造され、第二次世界時のキャプテン・アメリカの恋人として名前が明かされずに初登場した。彼女は『キャプテン・アメリカ』第161号（1973年5月）でシャロン・カーターの姉として再登場した。彼女は後に年齢に関する辻褄を合わせるためにシャロンの叔母に設定変更された。

## キャラクターのバイオグラフィ
10代の頃にフランス・レジスタンスに参加して銃の名手となり、キャプテン・アメリカと共にいくつかの任務で活動した。2人はやがて恋に落ちるが、爆発によって記憶喪失となった彼女はバージニア州の両親のもとに送られた。キャプテン・アメリカが死亡したと思われていた間、彼女は静かに暮らしていた。キャプテン・アメリカが仮死状態から蘇った後、ペギーはヴィランのドクター・ファウスタスに捕まるが、キャプテン・アメリカにより救出される。彼女は諜報組織S.H.I.E.L.D.に参加するが後に引退して老人ホーム暮らしとなり、逝去した。

## 他のバージョン
2005年に展開されたストーリーライン「ハウス・オブ・M」で登場した平行世界では、キャプテン・アメリカは北極で氷漬けにならず、彼とペギーは第二次世界大戦終了直後に結婚した。

## MCU版
マーベル・シネマティック・ユニバース（MCU）では、ヘイリー・アトウェルがマーガレット・エリザベス・“ペギー”・カーター（Margaret Elizabeth "Peggy" Carter）を演じる。日本語吹替は園崎未恵が担当。
本項は、“アース616”（正史の宇宙）におけるペギーを主軸として表記する。

### キャラクター像
イギリスのロンドン出身。以前にはイギリス空軍と特殊空挺部隊、秘密情報部に勤務し、1940年に“戦略科学予備軍SSR”に入隊。連合軍諜報網の中心的存在となって、秘密結社“ヒドラ”に捕らわれていた科学者のエイブラハム・アースキンの救出から、“スーパーソルジャー計画”までを担い、第二次世界大戦下の世界に身を投じた。
冷静沈着で女性差別と受け取れる言動や行動を見せる者には容赦せず、ギルモア・ホッジに「女王陛下」と揶揄された際にはすかさず彼を殴り飛ばし、スティーブ・ロジャース/キャプテン・アメリカがプライベート・ロレインに唇を奪われた場面を目にした後にスティーブが手にした盾にいきなり銃でテストを行うなど、過激な一面も持つ。
スティーブに対しては、異性と話し慣れていない彼を睨みつけることもあったが、出会って間もない頃から強い意志と純朴さを併せ持つ人柄に少しずつ惹かれていき、単なる同僚以上の男性として想い、接するようになった。
戦後はSSRが発展した国際平和維持組織“S.H.I.E.L.D.”の創設メンバー兼初代長官となった。また、戦後に結婚した彼女の夫は、具体的な素性は不明だが、戦時中にスティーブに救われた兵士の一人と言われており、ほかの近親者には姪孫のシャロン・カーターがいる。
マーベル・テレビジョン制作のドラマ『エージェント・カーター』では、戦後もSSRのエージェントとして多くのミッションに携わって活躍する姿が描かれた。

### ペギー・カーター / キャプテン・カーター（Peggy Carter / Captain Carter）
正史と異なる幾つかの宇宙でのペギーは、スティーブに代わる形でスーパーソルジャー計画により、超人兵士“キャプテン・カーター”となった。基本的な人格は正史のペギーと同様である。
ペギー・カーター / キャプテン・カーター（アース82111）
“アース82111”におけるペギー/キャプテン・カーター。スティーブとの仲の進展がやや早く、“超人血清”を投与された影響か、その超人的パワーを用いた初戦で爽快感を味わったり、より自信に満ちた台詞や過激さを増した一面も見せる。それでも正義の心を保ち、戦争終結に向けて奮闘した。
現代にタイムスリップするとフィールドエージェントとしてS.H.I.E.L.D.に属し、後に“ガーディアンズ・オブ・マルチバース”や“アベンジャーズ”の一員にもなった。
ペギー・カーター / キャプテン・カーター（アース838）
“アース838”におけるペギー/キャプテン・カーター。アベンジャーズとは異なるヒーローチーム、“イルミナティ”のメンバーとなっている。過激かつタフな女性ヒーローであるが、かつて惑星“タイタン”でのサノス討伐後に、ブラッカガー・ボルタゴン/ブラックボルトがアース838を“インカージョン”から救うために堕落したスティーヴン・ストレンジ/スプリーム・ストレンジを処刑する際には、これに躊躇わずに同意し、この一件からスティーヴン・ストレンジ/ドクター・ストレンジ（アース616）に対しても一切の情を掛けずに横柄な男と切り捨てるなど冷淡な雰囲気を放っている。その反面、ストレンジ（アース616）のワンダ・マキシモフ/スカーレット・ウィッチに関する警告を聞き流すというほかのイルミナティの仲間たちと同等の浅はかさも見せた。

### 能力
非常に正確な射撃能力と、近接戦法をはじめとする広範囲にわたる様々な戦術も体得し、戦略的手腕と機敏なリーダーシップ・臨機応変さにも優れており、任務によっては変装も行う。
キャプテン・カーターとなったペギーは、投与・照射された超人血清と“ヴァイタ・レイ”の効果でより強力な体躯となり、何千キロもある重量物を持ち上げ、パンチやキック一発で敵を数メートルも突き飛ばせる超人的な筋力、駆け足だけで走る自動車に追いつく速さとひと跳びで数メートルも跳躍できる脚力、常人の約4倍分速い薬物やアルコールの代謝と治癒力など、最大限に高められた身体能力を得た。
戦闘ではこれらの身体能力をフルに活かしたアグレッシブな近接戦法と、愛用のヴィブラニウム製の盾を駆使する攻防を主な戦闘手段とし、状況によっては銃撃や戦場の仲間たちへ的確な指示も伝達するなど、正史のスティーブ/キャプテン・アメリカと同等のスーパーパワーと戦法を披露する。

### 武器
ワルサーPPK
愛用のハンドガン。
M1928A1
ヒドラのスイス本部で使用。
キャプテン・カーターの装備
ユニフォーム（Captain Carter's Uniform）
ハワード・スタークが超人兵士となったペギーのために、彼女の慰問活動用の衣装を改良したユニオンジャックモチーフの戦闘服。青を基調とし、ユーティリティ・ベルトや腰回りのポーチなど、キャプテン・アメリカのユニフォームと同等のイメージだが、専用のヘルメットは備わっていない。
21 世紀に転送された後、別のバージョンの戦闘服を着用した。ユニオンジャックは小さくなり、腹部の赤い縞模様の白いパッチが付いている。レムリアスターでの任務ではS.T.R.I.K.E.チーム仕様で濃い青にユニオンジャックのシンボルは銀色に塗られていた。
アース838におけるペギー/キャプテン・カーターも同等のユニフォームを着用するが、差異としては両前腕にも赤い配色が施されている。
キャプテン・カーターの盾（Captain Carter's shield）
ハワードがユニフォームと共に作り上げた“ヴィブラニウム”製の円盾。正史のスティーブ/キャプテンが愛用する盾と同様に、キャプテン・カーターのトレードマークにして愛用の武器となり、高い硬度を活かして、防具としてだけでなく打撃・投擲武器として多用される。アース838におけるペギーも同等の盾を愛用する。
M1911A1
サブウェポンのハンドガン。
剣
アース82111におけるペギー/キャプテン・カーターが、“クラーケン城”内で見つけて咄嗟に持ち構えた長剣。“ヒドラの英雄”との決戦で振るう。
ジェットパック
アース838におけるペギーが有する飛行器具。ユニフォームの上から背負って装備・使用する。これにより、空中戦法も披露できる。
このほかにもペギーは、AN M18やガスマスクも使用している。

### 各作品での活躍

#### マーベル・スタジオ作品群
『キャプテン・アメリカ/ザ・ファースト・アベンジャー』
物語前半の訓練シーンでMCU初登場。新兵たちの訓練の監督から、戦闘の最前線にまで活動する。スーパーソルジャー計画の実験直後にアースキンに致命傷を負わせたハインツ・クルーガーを追撃した際には、優れた射撃の腕前を披露した。
スティーブとは互いにややぎこちなさがありながらも、ヒドラに囚われたバッキー・バーンズたち“107連隊の救出に、自らの「信念」で協力を申し出てハワード・スタークと共にスティーブをヒドラの兵器工場へ送ったり、彼が自分の現状に思い悩んだ時と、アースキンやバッキーを失って落ち込んでいた時には励ましたり、職務の合間にダンスに誘うなど、その仲を深めていった。
スイスのヒドラの本部では、“ワルキューレ”に飛び移ろうとする彼とキスを交わして見送った。制圧した管制室でワルキューレを着水させる決意をしたスティーブと通信し、「土曜にクラブで会いましょう」と約束をしたが、彼が消息不明となったことで叶わなくなった。戦後には、チェスター・フィリップスから渡されたスティーブの資料を紐解き、強化前でSSRに入隊して間もない頃の彼の写真を取り出し、スティーブへの思いにふける。
『エージェント・カーター』（『マーベル・ワンショット』）
本作では、SSRの一員として働きながらも、1946年の頃の性差別を受ける姿が描かれる。
終戦から1年後、SSRのニューヨーク支部で、壮年男性のエージェントに囲まれてながら上司のジョン・フリンたちによる女性差別から3ヶ月以上も内勤のみを押し付けられて鬱屈した日々を過ごしていた。
だがある日の夜、1人オフィスで残業していたところに“ゾディアック”が搬入された倉庫の位置情報に関する連絡を受け、単身現地へ向かった。そこにいたゾディアックを保有していた一味を次々と一蹴しゾディアックを入手。その隙を突かれて背後から現れた屈強な男によって窮地を陥るも、何とか倒してその場を撤退した。
翌日、任務を成功させたにもかかわらずフリンに叱責・罵倒され「あなたの下では活躍できません」と啖呵を切るが、直後にかかってきたハワードからの指示を受けたフリンにより、S.H.I.E.L.D.設立メンバーに選ばれたことを伝えられ、「荷物をお持ちしましょうか？」と問うフリンに「いいえ、結構よ」と返すと、ワシントンD.C.に出向するためニューヨーク支部を去る。
『キャプテン・アメリカ/ウィンター・ソルジャー』
現代を描いた本作ではS.H.I.E.L.D.を既に引退し、年老いた姿で登場。現代でも存命していたが、老衰により認知症を患い、症状はある程度改善しているものの老人ホームで病床に着いている。スティーブは度々面会に訪れ、本心を打ち明けられる数少ない相手として交流している。
物語の前半で、悩みを打ち明けるスティーブに「時代は変わったから、もう戻れない」と弱った口調で説くが、症状の影響でスティーブが帰還したことを忘れてしまい、目の前の彼に涙する。
『アベンジャーズ/エイジ・オブ・ウルトロン』
本作では、物語中盤においてスティーブがワンダに見せられた幻想の中に、若い頃の姿で登場し、彼をダンスに誘う。
『アントマン』
冒頭の1989年時のシーンにS.H.I.E.L.D.の幹部として年季が入ったハワードと共に登場。同じく幹部だったミッチェル・カーソンに殴りかかったハンク・ピム/アントマン（初代）を制止した。
『シビル・ウォー/キャプテン・アメリカ』
本人の直接の登場は無いものの、物語の前半で故人となったことがスティーブに伝えられ、ロンドンにある彼女のお気に入りの大聖堂で葬式が執り行われた。葬式にはスティーブやシャロンのほかにも、サム・ウィルソン/ファルコンや元S.H.I.E.L.D.エージェントに政府高官まで、数多くの人々が参列した。享年98歳だった。
『アベンジャーズ/エンドゲーム』
本作では、スティーブとトニー・スターク/アイアンマンがタイムトラベルした1970年時の“キャンプ・リーハイ”に勤務する彼女が登場。オフィスで忙しなく働いているところ、潜入していたスティーブとニアミスするも、この時は彼に気づかなかったため触れ合うことは無かった。
だが物語のラストで、“ムジョルニア”と6つの“インフィニティ・ストーン”をそれぞれの時代に返還する旅を終えたスティーブと再会し、自宅でかつて交わしたダンスの約束を果たす。
『ホワット・イフ...?』
シーズン1
本シーズンでは、アース82111におけるペギー/キャプテン・カーターが登場する。
第1話
SSRのエージェントとして戦時中の世界に身を投じていた時代、スーパーソルジャー計画の血清投与実験の際に、観覧ブースではなく実験場に留まったことから、潜入していたクルーガーの爆弾攻撃や銃撃が実験寸前に敢行されるも、すぐさまクルーガーを射殺し、重傷を負ったスティーブの代わりに咄嗟の独断で装置に入って被験者となり、超人兵士となった。当初は自身を軽視するフリンの意向で戦闘任務になかなか就けず、採血ばかり行なわされたが、ハワードの計らいで新装備を受け取り、テッセラクトとゾラの確保に単身で出動して初陣を飾ると、見事に成功させて“キャプテン”の肩書きを得た。続いてスティーブの頼みも受けてバッキーたち107連隊救出に向かい、“ヒドラ・ストンパー・アーマー”を駆るスティーブの支援もあり、107連隊救出も達成して皆からの喝采を浴びた。
それ以降、ヒドラとの多数の戦いの中でハウリング・コマンドーズやスティーブと共闘して戦功を挙げていき、スティーブとも「互いのヒーロー」と認め合うほど仲を深めていったが、“荒鷲の要塞作戦”の際に、ヨハン・シュミット/レッドスカルが乗って移動中と思われた列車の屋根に飛び乗った直後に、スティーブが罠に嵌まって一時消息不明になる事態に直面してしまった。
これに憤慨し、ゾラへの尋問でクラーケン城の在り処を聞き出すと、ハワードやハウリング・コマンドーズと共に乗り込み、シュミットに遭遇するも、彼によって出現したヒドラの英雄との激闘に突入。自身の力だけでなく、ハワードによるワームホール制御装置の操作も、ヒドラ・ストンパーと共に戻ってきたスティーブの援護も通じず、このままでは欧州がこの怪物に食い尽くされると予見すると、自らヒドラの英雄を“地獄”へ送り返すと決意し、捨て身で相手を押し出しはじめ、スティーブに、「やりましょう、次の土曜に」と“ダンスの約束”を交わして、ヒドラの英雄と共に、閉じたワームホールの向こう側へ消えていった。
そして70年後、“ジョイント・ダーク・エナジー・ミッション・ファシリティーズ”内にワームホールが開かれた際に、複数の触手の破片と共にその場に飛び出し、ニック・フューリーとクリント・バートン/ホークアイに出迎えられ、戦争が終わったことを知らされて安堵すると共に、スティーブの心配をしつつ彼との約束を果たせなかったことに肩を落とす。
第9話
シーズン2

『ドクター・ストレンジ/マルチバース・オブ・マッドネス』
本作ではアース838におけるペギー/キャプテン・カーターが物語の後半から登場する。
イルミナティ本部に捕らえられたストレンジ（アース616）の裁判に召集され、議場に入場してきた彼に向かって挨拶代わりとばかりに盾を投擲し、ボルタゴンを馬鹿にしたストレンジに「彼が口を開いたら大変」と警告したり、スプリーム・ストレンジの死の真相を告げた。彼女もストレンジ（アース616）をスプリーム・ストレンジと同様に危険な存在であると疑いの目を向け、処刑に賛同しようとしたが、ワンダの本部襲撃で裁判の中断を余儀なくされ、仲間たちと共に彼女に対峙した。ワンダにボルタゴンとリード・リチャーズ/ミスター・ファンタスティックを殺害されると、マリア・ランボー/キャプテン・マーベルと2人がかりで戦いを挑み、相手に翻弄されつつもその場の埃に身を隠しながらジェットパックと盾でワンダに体当たりを見舞って「まだやれる（I can do this all day）」と言い放った。そして接近戦に持ち込むが、投げ返された盾が身体を貫通し生命を落とす。

#### マーベル・テレビジョン作品群
『エージェント・カーター』（テレビドラマ）シーズン1
1946年の頃の彼女の活躍が描写される。ニューヨーク・ブルックリンのSSRのオフィスで電話交換士に回されるなか、ハワードにかかった兵器密売容疑の件に遭遇し、彼の執事であるエドウィン・ジャーヴィスの助力を得て独自に捜査を開始。そこから、秘密組織“リヴァイアサン”との戦いに突入していく。
『エージェント・オブ・シールド』シーズン2『新生S.H.I.E.L.D.始動』（原題：Shadows）
冒頭の終戦直後のシーンに登場。ハウリング・コマンドーズのダム・ダム・デュガンやジム・モリタたちと共に、ヒドラ残党のダニエル・ホワイトホールと対峙して、彼らの拠点を占拠すると共にホワイトホールが保有していた“オベリスク”を“084”として回収する。
本エピソード以降にも劇中に顔写真や名前が度々現れる。
『エージェント・カーター』（テレビドラマ）シーズン2
本シーズンでは、1947年頃の彼女の活躍が描写される。SSRのエージェントとして活躍する最中、SSRロサンゼルス支局長に就任したニューヨーク支局からの同僚であるダニエル・スーザからの応援依頼を受けて、ハリウッドに飛ぶ。そこで再会したジャーヴィスやスーザたちと共に、未知の物体である“ゼロマター”を巡って捜査を開始する。

### ゲーム
『ザ・ファースト・アベンジャー』とタイアップしたゲーム『Captain America: Super Soldier』でもペギー・カーターが登場し、同じくヘイリー・アトウェルが声優を務めた。